# 查尔斯·巴赫曼
查尔斯·威廉·巴赫曼（英語：Charles William Bachman，1924年11月11日—2017年7月13日），是美国计算机科学家，因其在数据库领域的工作而闻名。他的主要贡献在工业界开发实际的产品，而非学术界的教研工作。

## 简介
巴赫曼1924年生于堪萨斯州的曼哈顿，高中在密歇根州东兰辛度过。二战爆发后，他加入美国陆军防空高炮师；从1944年3月至1946年2月，他在西南太平洋战场待了两年，到过新几内亚，澳大利亚和菲律宾群岛等地。在这里，他首次使用90mm炮弹的火力控制系统。之后，他离开军队，进入密歇根州立大学学习，并于两年后获得了机械工程的学士学位。1950年，他在宾夕法尼亚大学取得硕士学位。同年，他在沃顿商学院完成了三个季度的学习，取得MBA学位。
巴赫曼的整个职业生涯基本上是在工业界里，而没有在学术界里作过研究或教职工作。1950年他进入位于密歇根州米德兰的陶氏化工，任工程师，后来升至数据处理经理；1960年加入通用电气，在这里他开发出了第一代网状数据库管理系统——IDS，并和韦尔豪泽·朗伯（Weyerhaeuser Lumber）一起开发了第一个用于访问IDS数据库的多道程序（multiprogramming）；离开GE后，他加入了一家小公司Cullinane信息系统公司（后改名为Cullinet），该公司为IBM主机提供与IDS类似的数据管理系统IDMS；1983年，他创建了自己的公司巴赫曼信息系统公司。
巴赫曼也为许多标准化组织工作，他积极推动与促成了数据库标准的制定，在美国数据系统语言委员会CODASYL下属的数据库任务组DBTG提出了网状数据库模型以及数据定义（DDL）和数据操纵语言（DML）规范说明，于1971年推出了第一个正式报告——DBTG报告。
1973年，他因“数据库技术方面的杰出贡献”而被授予图灵奖，并做了题为“作为导航员的程序员（The Programmer as Navigator）”的演讲。1977年因其数据库系统方面的开创性工作而被选为英国计算机学会的杰出研究员（Distinguished Fellow）。他也被列入数据库名人堂。
明尼苏达大学查尔斯巴贝奇研究所收集了巴赫曼从1951年到2007年的全部论文。论文集包含了详细的档案材料，描述了数据库软件的开发，涉及他在陶氏化工（1951年－1960年），通用电气（1960年－1970年），霍尼韦尔公司（1970年－1981年），Cullinet（1972年－1986年），巴赫曼信息系统公司（1982年－1996年），以及一些在其他专业组织的论文。

## 工作

### 运筹工作
在陶氏化工，巴赫曼作为工程师主要负责运筹方面的问题，在穿孔卡片机上开发投资回报率的计算程序。1957年，他被任命为中央数据处理部门的第一负责人，负责筹备公司的第一台大型数字计算机。巴赫曼主持了一项可行性研究以选择新机器，并聘请了一些程序员和分析员。他研究信息论，并参与了程序设计以简化文件维护和报告生成过程。

### 通用生产信息和控制系统
1961年，巴赫曼来到纽约市，任职于通用电气，在这里他提供企业集团内部咨询服务。他负责了一个涉及GE的所有部门的综合系统项目，即：使用全新的GE 225计算机，制造一个通用的生产信息和控制系统（MIACS）。
该MIACS应用系统包含了许多要素，最底层的是生产控制系统。它完成生产计划，配件扩充，工厂调度，新订单反馈、处理以及正确变更工厂状况等许多功能。该系统的底层是集成数据存储（IDS, Integrated Data Store），是原始的数据库管理系统，IDS建造在存储器上的虚拟内存系统上，用于检索动态和静态的数据。它是通用电气IDS、IDS II，Cullinet的IDMS和其他基于巴赫曼网状模型的数据库的基础，也是第一个用于生产的基于磁盘数据库管理系统。巴赫曼抓住了当时的许多新机会，成就了一个独特的产品。

### 数据库管理系统

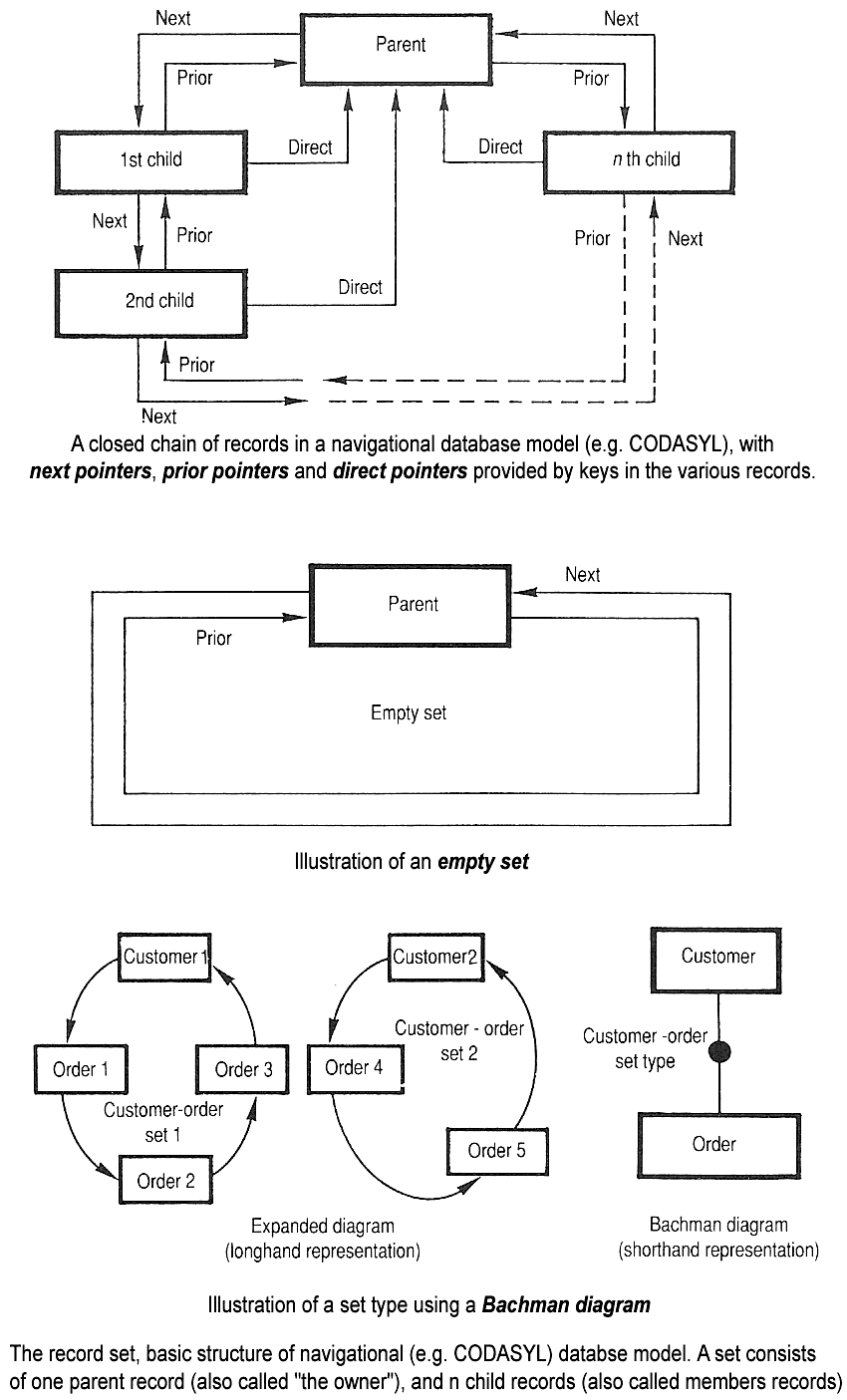
CODASYL数据模型的基本结构

1964年，巴赫曼来到位于亚利桑那州的通用电气计算机部门。在这里，他和朗伯一起完成了许多数据库相关的项目，如 GE 400 IDS、GE 600 IDS、DataBASIC、个人数据存储系统、以及WEYCOS 1、2等。WEYCOS是一个复杂的在线数据库管理信息系统，巴赫曼认为WERCOS 2是第一个能支持多个应用程序并行访问的数据库管理系统。他们开发了「dataBasic」这个产品，为使用BASIC语言的分时系统用户提供数据库接口支持。1960年代末，他还与沃伦·西蒙斯、比尔·奥莱等人在CODASYL数据库任务组一起工作，他们制作的数据库标准深受IDS和巴赫曼想法的影响。

### 三层结构模型
1970年霍尼韦尔收购GE的计算机事务后，巴赫曼来到波士顿，在霍尼韦尔高级研究组从事合并后的运筹工作。仍然从事数据库方面的工作。他把自己研究数据模型称之为角色数据模型（role data model）。巴赫曼曾为ISO委员会开发OSI（开放系统互连）。曾担任美国国家标准学会-标准规划和规定委员会（ANSI-SPARC）的DBMS研究组副主席，并尝试将数据库管理语言标准化。1971年DBTG小组提出了DBTG报告，描述了网状数据库系统参数接口和协议，以支持与数据无关的概念。报告也确立了现在被称为“三层模式方法”的数据库模型，即外部，抽象和内部的分层模型。虽然申请美国国家标准失败，但该模型非常有影响力。1974年，巴赫曼与关系数据库理论的首创者埃德加·科德在参加了一个会议时，就两者的功过展开了讨论。

### 企业数据库设计
1972年，巴赫曼加入Gullinet数据库系统公司，一个IDMS软件的主要供应公司，为营销提供支持。他主要研究企业数据库的高层模式建模工具和数据定义的翻译工具。他也研究伙伴集合数据模型（partnership set data model），是增强型网状数据库模型和抽象模型建模的基础。同时他也继续为ISO/OSI委员会工作。

### 巴赫曼信息系统
1983年，他成立了自己的公司——巴赫曼信息系统公司，开发了一些计算机辅助软件工程产品。这些产品的核心的BACHMAN数据分析，提供了建立维护巴赫曼图的图形支持工具。公司的特色是提供IBM主机上的循环再造程序。包括：
1. 废旧主机数据库的逆向工程
2. 数据建模
3. 新物理数据库的预研
4. 优化物理数据库的性能和DBMS规格

该公司获得了风险投资，迅速成长，并成功提出了的首次公开招股。尽管公司在数据分析员产品，逆向工程和预研能力上获得一定的成功，但一直在财务和管理上挣扎。作为IBM的商业伙伴，公司获得初步成功，但仍命运多舛。最终它与Cadr系统公司合并成Cayenne软件公司，1998年被Sterling软件公司收购，接着被CA公司收购。

## 发表的文章
巴赫曼发表了很多文章和论文，下面列出一部分：
- 1962年。"Precedence Diagrams: The Key to Production Planning, Scheduling and Control." In: ProCo Features. Supplement No 24, August 24. .
- 1965年。"Integrated Data Store." in: DPMA Quarterly, January 1965.
- 1969年。"Software for Random Access Processing." in: Datamation April 1965.
- 1969年。"Data Structure Diagrams." in: DataBase: A Quarterly Newsletter of SIGBDP. vol. 1, no. 2, Summer 1969.
- 1972年。"Architecture Definition Technique: Its Objectives, Theory, Process, Facilities, and Practice." co-authored with J. Bouvard. in: Data Description, Access and Control: Proceedings of the 1972 ACM-SIGFIDET Workshop, November 29-December 1, 1972.
- 1972年。"The Evolution of Storage Structures." In: Communications of the ACM vol. 15, no. 7, July 1972.
- 1972－73年。"Set Concept for Data Structure." In: Encyclopedia of Computer Science, 1972-1973.
- 1973年。"The Programmer as Navigator." In: Communications of the ACM vol. 16, no. 11, November 1973.
- 1974年。"Implementation Techniques for Data Structure Sets." In: Data Base Management Systems, 1974.
- 1977年。"Why Restrict the Modeling Capability of Codasyl Data Structure Sets?" In: National Computer Conference vol. 46, 1977.
- 1978年。"Commentary on the CODASYL Systems Committee's Interim Report on Distributed Database Technology." National Computer Conference vol. 47, 1978.
- 1978年。"DDP Will Be Infinitely Affected, So Managers Beware!" in: DM, March 1978.
- 1980年。"The Impact of Structured Data Throughout Computer-Based Information Systems." In: Information Processing 80, 1980.
- 1980年。"The Role Data Model Approach to Data Structures." In; International Conference on Data Bases, March 24, 1980.
- 1982年。"Toward a More Complete Reference Model of Computer-Based Information Systems." Co-authored with Ronald G. Ross. In: Computers and Standards 1, 1982.
- 1983年。"The Structuring Capabilities of the Molecular Data Model." In; Entity-Relationship Approach to Software Engineering. C. G. Davis, S. Jajodia, and R. T. Yeh. eds. June 1983.
- 1987. "A Case for Adaptable Programming." In: Logic vol. 2, no. 1, Spring 1987.
- 1989年。"A Personal Chronicle: Creating Better Information Systems, with Some Guiding Principles." In: IEEE Transactions on Knowledge and Data Engineering vol. 1, no. 1, March 1989.